# ヴィジャイ・クリシュナ・アーチャールヤ
ヴィジャイ・クリシュナ・アーチャールヤ（Vijay Krishna Acharya）は、インドのボリウッドで活動する映画監督、脚本家、作詞家。

## キャリア
アーチャールヤは『Dhoomシリーズ』を手掛けた後に、自身を「脚本家」と名乗るようになった。2008年公開の『Tashan』で監督デビューするが、同作は批評家から酷評された。2013年に監督を務めた『チェイス!』は公開10日間で興行収入40億ルピーを記録し、2017年5月時点でインド映画歴代興行収入第6位にランクインしていた。同作は2013年の世界興行収入第78位の成績を収め、2014年にインド国際映画祭で上映され、インディアン・フィルム・フェスティバル・メルボルンではテルストラ・ピープルズ・チョイス・アワードを受賞している。

## フィルモグラフィ
- Dhoom（2004年） - 脚本、台詞
- Bluffmaster!（2005年） - 作詞
- Dhoom 2（2006年） - 脚本、台詞
- Pyaar Ke Side Effects（2006年） - 台詞
- Guru（2007年） - 台詞
- Tashan（2008年） - 監督、原案、脚本、台詞、作詞
- Raavan（2010年） - 脚本、台詞
- チェイス!（2013年） - 監督、原案、脚本、台詞、作詞
- Thugs of Hindostan（2004年） - 監督、原案、脚本、台詞、作詞